# ما قبل التدوير

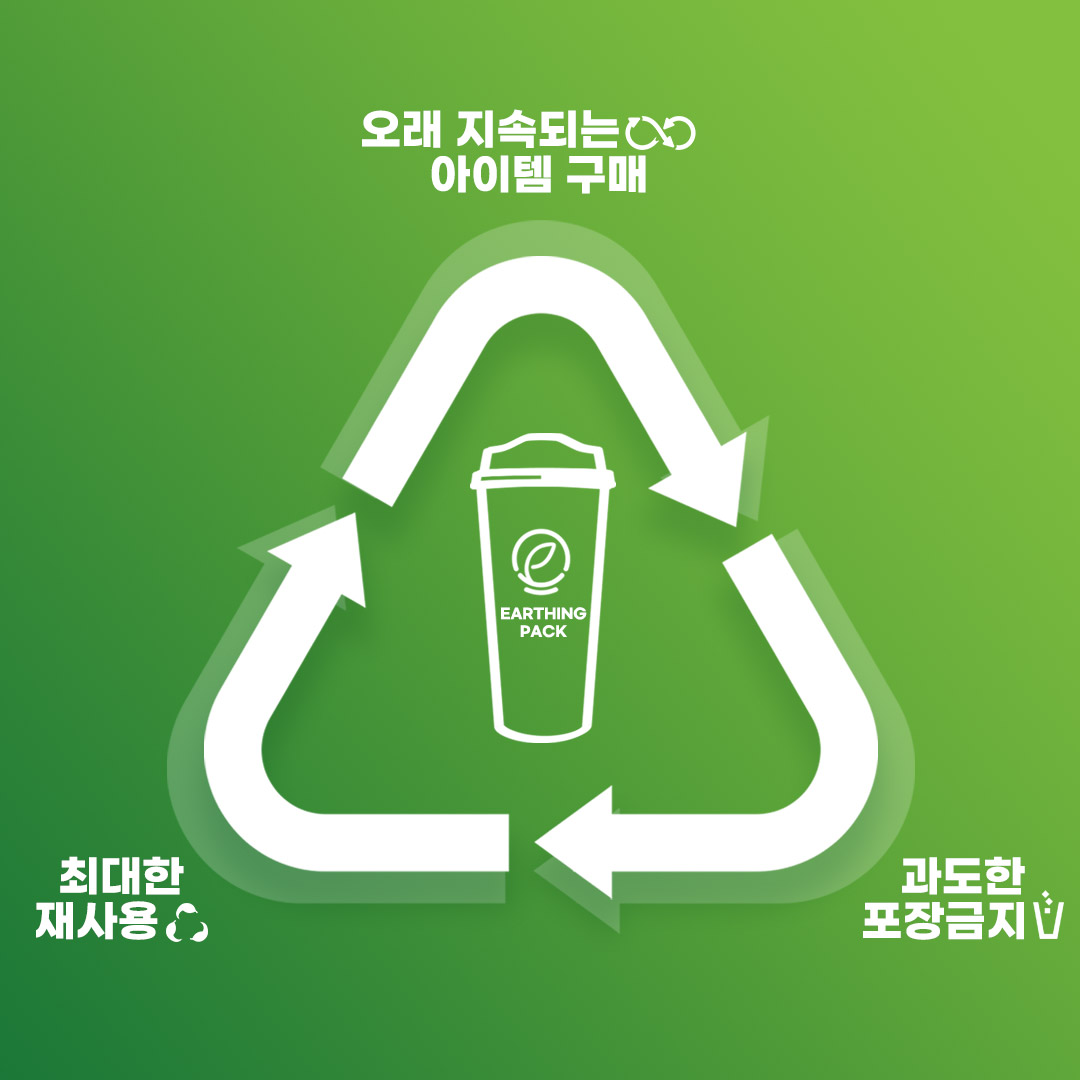
الدورة الفاضلة للموارد إعادة تدوير الأكواب القابلة لإعادة الاستخدام

يُعرف ما قبل التدوير بأنه تقليل كمية النفايات من خلال تجنب إحضار الأشياء التي ستشكل قمامة إلى المنزل أو مكان العمل. تشير وكالة حماية البيئة الأمريكية إلى كون ما قبل التدوير الوسيلةَ المفضلة لإدارة المخلفات الصلبة لأنها تقطع هذه المخلفات من مصدرها، وبالتالي يتم التخلص من القمامة قبل أن تصبح قمامة حتى.
تبعًا لوكالة حماية البيئة الأمريكية، يتصف ما قبل التدوير أيضًا بكونه عملية اتخاذ قرار تُجرى نيابة عن المستهلك لأنها تتضمن اتخاذ أحكام مدروسة حول كمية النفايات التي يخلفها كل منتج. تتضمن الأفكار التي يمكن أخذها بعين الاعتبار من قبل المستهلك: كون المنتج متينًا وعمليًا وقابلًا لإعادة الاستخدام والإصلاح في حال تعطله، بالإضافة إلى نوع الموارد المستخدمة في تشكيله إن كانت متجددة أو غير متجددة، وكون المنتج مغلفًا بشكل زائد وإمكانية إعادة استخدام العبوة المغلفة له.

## حول ما قبل التدوير
تملك عملية ما قبل التدوير القدرة على تهيئة الظروف الصناعية والاجتماعية والبيئية والاقتصادية التي تسمح بتحويل المنتجات القديمة إلى موارد جديدة:
- صناعيًا: التخلص من الاعتماد على المواد القابلة للتراكم، مثل المعادن الثقيلة والوقود الأحفوري والمواد الاصطناعية.
- اقتصاديًا: تشكيل اقتصاد حلقي.
- بيئيًا: السماح بوجود مواطن طبيعية أوسع وأكثر تنوعًا حيث تعاد الموارد إلى الطبيعة.
- اجتماعيًا: زيادة قدرة ما قبل التدوير ليتمكن من تلبية احتياجات الجميع.

وُضع مصطلح «ما قبل التدوير» عام 1988 من قبل مسؤولة التسويق الاجتماعي مورين أوروك في سياق حملة للتوعية حول النفايات في مدينة بيركلي. إن تطبيق مبادئ ما قبل التدوير ليس مقتصرًا على الشركات الكبيرة، بل يمكن أن يُطبق على نطاق أضيق في المجتمعات المحلية الصغيرة. أما سبب فعالية ما قبل التدوير على النطاقين الواسع والضيق؛ فهو كونه يشترك بلغة واحدة بين الخبراء وغير الخبراء، وبين البائع والمشتري، وبين خبراء الاقتصاد والناشطين البيئيين. لكنه من المهم معرفة أن أنظمة منع النفايات مثل ما قبل التدوير تتطلب جهدًا تعاونيًا جماعيًا من عدة أجزاء. تتضمن هذه الأجزاء وضع أهداف تلافي توليد القمامة وتحميل المسؤولية للمنتج وفرض التكاليف على مالك المنزل وتمويل المشاريع الناشئة والمشاركة الشعبية وتدخل القطاع الخاص والتطوعي والحملات الشعبية لنشر الوعي.

## دمج عملية إدارة النفايات
من المعروف أن المقاربة الثلاثية الأصلية لموضوع إدارة النفايات هي «تقليل النفايات، إعادة الاستخدام، إعادة التدوير». يشجع ما قبل التدوير على «تقليل النفايات وإعادة الاستخدام»، بينما يستغل زخم وشعبية مفهوم «إعادة التدوير» ويشكك فيه. بالإضافة إلى هذه الاستراتيجية، يدمج ما قبل التدوير بين أربع مفاهيم داعمة هي: الإصلاح، وإعادة التهيئة، وإعادة البناء، والرفض.
تعتبر النفايات من الموارد التي يمكن أن يعاد استخدامها أو يعاد تدويرها أو تُستعاد إلى وضعها السابق أو معالجتها بشكل من الأشكال. أما ما قبل التدوير فيختلف عن الأشكال الفردية الأخرى لمنع النفايات بكونه لا يركز على سلوك واحد بل العديد منها.

### التفكيك
التفكيك هو شكل من عملية ما قبل التدوير، يسمح بالحفاظ على الموارد الطبيعية ويوفر المال نيابة عن المصنع والمستهلك ومدبّر النفايات. بالإضافة إلى ذلك، فإن التفكيك الفعال للموارد يمكّن من إبطاء استنزاف الموارد الطبيعية ويطيل من العمر الفعال لمؤسسات إدارة النفايات، ويجعل عملية الحرق في مطامر النفايات أكثر أمانًا من خلال إزالة مكونات القمامة السامة.

### إعادة الاستخدام
إعادة الاستخدام هي شكل من أشكال ما قبل التدوير تتضمن اختلاق استخدامات جديدة للأدوات بعد انتهاء عمرها الافتراضي وبالتالي تجنب خلق فضلات إضافية.

### إعادة التدوير
بالرغم من التشابه في الأسماء، فمن المهم أن نميز الفرق بين إعادة التدوير والمنع (أي ما قبل التدوير). بما أن ما قبل التدوير يركز على منع إنتاج النفايات قدر الإمكان، يتضمن هذا وجوب اتخاذ إجراءات قبل أن تصبح المادة أو المنتج قمامة. أما إعادة التدوير فهي نوع من ما قبل التدوير يتضمن اتخاذ إجراءات قبل أن تُرمى النفايات الموجودة مسبقًا إلى الطبيعة. إعادة التدوير هي عملية تُجمع فيها النفايات وتُصنف وتُعالج وتُستخدم من أجل تشكيل منتجات جديدة.
في كل مرة يشارك فيها شخص ما بعملية إعادة التدوير، يكون في الوقت ذاته ساهم في زيادة المنتجات المتوفرة في السوق، وبالتالي خفض الأسعار. لكن الدراسات الحالية من مجلس الصناعات البلاستيكية الأمريكية تشير إلى أن إعادة التدوير في الولايات المتحدة تُجرى بـ 25% فقط من القدرة الممكنة لها.
تقليديًا، تتطلب إعادة التدوير استهلاك كمية كبيرة من الطاقة من أجل صهر المواد ثم إعادة تصنيعها. في حين قد يقلل هذا الأمر من كمية النفايات التي تذهب إلى مدافن النفايات، فهو غير قابل للاستمرار إلا إذا كان الوارد من الطاقة اللازمة قابلًا للاستمرار. بالإضافة إلى ذلك، فإن إعادة التدوير كثيرًا ما تعني «تقليل التدوير» وتتضمن دائمًا خسارة جزء من المادة الأصلية على الأقل، وبالتالي يبقى الاستخراج الأولي لهذه المادة ضروريًا لتعويض الفرق. يؤدي ما قبل التدوير إلى تقليل هذه المشاكل من خلال استخدام مواد أقل، وبالتالي تقل الحاجة إلى إعادة التدوير.

### الإصلاح
الإصلاح هو أحد أشكال إعادة التدوير التي تُصحّح من خلالها عيوب معينة في منتج ما، لكن نوعية وكفاءة المنتج المعرض للإصلاح كثيرًا ما تكون أقل بالمقارنة مع المنتج المعاد تصنيعه. وُجد في أحد الاستطلاعات أن 68% من الأشخاص يعتقدون أن إصلاح الأدوات أمر غير مجدٍ من ناحية التكلفة، وبحثوا عن وسائل بديلة مثل التجديد أو إعادة التصنيع.

### التجديد
التجديد هو أحد أشكال ما قبل التدوير يتضمن إعادة بناء الأجزاء الرئيسية لإعادة منتج ما إلى الحالة القابلة للعمل، والتي يُتوقع أن تكون أقل مستوى من حالة المنتج الأصلي.

### إعادة التصنيع
إعادة التصنيع هي شكل آخر من ما قبل التدوير تتضمن أعلى درجات كمية العمل، ما يؤدي إلى تشكيل منتج ذي كفاءة عالية. من أجل إعادة تصنيع منتج ما، يجب إجراء تفكيك كامل للمنتج تليه عملية ترميم كاملة وإعادة جميع الأجزاء إلى مكانها.
تُعتبر إعادة التصنيع الطريقة المفضلة لتقليص النفايات مقارنة بالإصلاح أو التجديد لأنها تحافظ على الطاقة المجسدة التي استُخدمت لتحديد شكل مكونات المنتج من أجل فترة استخدامه الأولى، وهي تتطلب 20% إلى 25% فقط من كمية الطاقة البدئية المستخدمة في التصنيع.

### الرفض
يعني هذا المصطلح رفض شراء بعض المنتجات بسبب تأثيراتها الضارة على البيئة أو بسبب تغليفها المفرط والمولد لكمية كبيرة من النفايات، وهو شكل من أشكال ما قبل التدوير لأن عدم القبول بشراء منتجات كهذه يتيح المجال أمام انتشار منتجات قابلة للتفكيك أو إعادة الاستخدام أو إعادة التدوير.

## نشر الوعي
هناك وعي شعبي متزايد حول الحاجة إلى وجود إنتاج واستهلاك قابلين للاستمرار. ركزت إحدى الحملات الهادفة إلى نشر الوعي حول ما قبل التدوير على إمكانية كون سلوك الأشخاص في هذا المجال متأثرًا بالتعرض إلى إعلانات ما قبل التدوير على الراديو أو التلفاز أو المناشير داخل المتاجر. توصل الباحثون إلى أن معظم النتائج الفعالة نشأت من إدخال وسائل المكافأة الاجتماعية التي تحرض دافعًا داخليًا للمشاركة في سلوكيات ما قبل التدوير.
إحدى الطرق الأخرى لنشر الوعي هي من خلال الإحصائيات التي تركز على التأثيرات التي يمكن تحقيقها من خلال منع إنتاج النفايات. على سبيل المثال، إذا اشترى 70 مليون أمريكي عبوة الحليب الكرتونية المغلفة بالبلاستيك ذات سعة مقدارها نصف غالون بدلًا من ليترين كل أسبوع، سيُوفَّر 41.6 مليون باوند من المخلفات الورقية و5.7 مليون باوند من المخلفات البلاستيكية كل عام. ويمكن أن يوفِّر هذا التحول مبلغ 145.6 مليون دولار على التغليف كل عام.